# Edi Reinalter
Edi Reinalter, né le 24 décembre 1920 à Saint-Moritz et mort le 19 novembre 1962, est un skieur alpin suisse qui avait mis fin à sa carrière sportive à la fin de la saison 1948.
Il fut le premier champion olympique de slalom en 1948 à Saint-Moritz, à domicile.

## Biographie
Il prend part à l'édition 1948 des Jeux olympiques qui se déroulent à Saint-Moritz dans sa station de sports d'hiver. Les Français Henri Oreiller et James Couttet sont les grands favoris mais s'inclinent d'une demi seconde devant le local Reinalter qui devient le premier champion olympique de slalom de l'histoire, ce dernier parti après les favoris en seconde manche et un départ retardé en raison de la présence d'un chien sur la piste surprend tout le monde pour s'imposer. Il prive du même coup un triplé français après les victoires de ces derniers en descente et combiné dominés par Henri Oreiller. Cet exploit est resté sans lendemain. En 1962, il se tue d'une balle mortelle en nettoyant son fusil de chasse.

## Jeux olympiques d'hiver
| Épreuve / Édition    | Descente | Slalom | Combiné |
| JO 1948 Saint-Moritz | 22e      | Or     | 10e     |

## Championnats du monde
| Épreuve / Édition    | Descente | Slalom | Combiné |
| JO 1948 Saint-Moritz | 22e      | Or     | 10e     |